# Blue Sun Palace
Blue Sun Palace és una pel·lícula dramàtica estatunidenca del 2024, escrita i dirigida per Constance Tsang en el seu debut com a directora. És protagonitzada per Lee Kang-sheng, Wu Ke-xi i Haipeng Xu. S'ha subtitulat al català.
Es va estrenar al Festival de Cinema de Canes el 19 de maig de 2024, a la secció Setmana de la Crítica, i va arribar als cinemes dels Estats Units el 25 d'abril de 2025 a càrrec de Dekanalog.